# Digital Economy Act 2010
Pour les articles homonymes, voir DEA et DEB.
La Digital Economy Act 2010 (c. 24),, d'abord intitulée Digital Economy Bill, est une loi du Parlement du Royaume-Uni qui régule les médias numériques. Approuvée par sanction royale le 12 avril 2010, elle est entrée en vigueur le 12 juin de la même année. Elle est actualisée par la Digital Economy Act 2017 (en).